# Policía Rodoviaria Federal
La Policía Rodoviaria Federal brasileña (Polícia Rodoviária Federal o PRF) es una agencia federal de aplicación de la ley, que depende del Ministerio de Justicia, cuya función principal es la lucha contra el crimen en las carreteras federales y autopistas, así como vigilar y supervisar el tráfico de vehículos, aunque también han asumido funciones que van más allá de su autoridad original, como la acción dentro de las ciudades y bosques brasileños en conjunción con otras agencias de seguridad pública.
Estaba subordinado al antiguo Departamento Nacional de Carreteras (Departamento Nacional de Estradas de Rodagem o DNER), ahora Departamento Nacional de Infraestructura de Transportes (DNIT), hasta la publicación de la Ley 8028 de 12 de abril de 1990, que redefine la estructura del poder Ejecutivo brasileño.
Sus competencias se definen en el artículo 144 de la  Constitución Federal y por la Ley 9503 (Código de Tránsito Brasileño), por el Decreto 1655 de 3 de octubre de 1995 y su reglamento interno, aprobado por Decreto Ministerial 1375 de 2 de agosto de 2007.
El título de patrullero ya no existe a partir de 1998.  Los miembros de la PRF se dividen en cuatro clases: agente, agente operativo, agente especial e inspector.
A partir de 2008, la entrada en el PRF requerirá un diploma de enseñanza superior reconocidos por el Ministerio de Educación. Esta decisión ya ha sido publicada en el Diário Oficial da União.

## Organización
La Policía Federal Rodoviaria fue creada en 1928 durante la administración del presidente Washington Luís Pereira de Sousa, bajo el nombre de Policía Vial (Polícia das Estradas).
Está presente en todas las unidades de la federación y es administrado por el Departamento de Policía Federal de Carreteras (DPRF), con sede en Brasilia. Los estados se dividen en unidades administrativas, conocidas como regiones. Una región puede ser una "superintendencia", en el caso de los estados más grandes, o un "distrito" en los estados más pequeños. Algunas regiones abarcan más de un estado brasileño. Las regiones se dividen en "delegaciones", que coordinan los puestos de patrulla.
Actualmente el PRF tiene más de cuatrocientos puestos de patrulla en los municipios brasileños más diversos, ofreciendo una capilaridad de la estructura de la agencia que pocas instituciones nacionales poseen.
A pesar del uniforme de trabajo, el DPRF no es una institución militar y una rígida jerarquía entre los oficiales de policía no existe. Toda la jerarquía se basa en las funciones de supervisión, que puede ser ocupado por cualquier oficial de policía, por ejemplo, un agente especial puede ser el supervisor de un inspector.
El PRF, como las agencias de aplicación de la ley, también dispone de centros especializados, como el Centro de Operaciones Especiales (Núcleo de Operações Especiais or NOE), where its members receive regular training in more specialized forms of combat.

## Activities

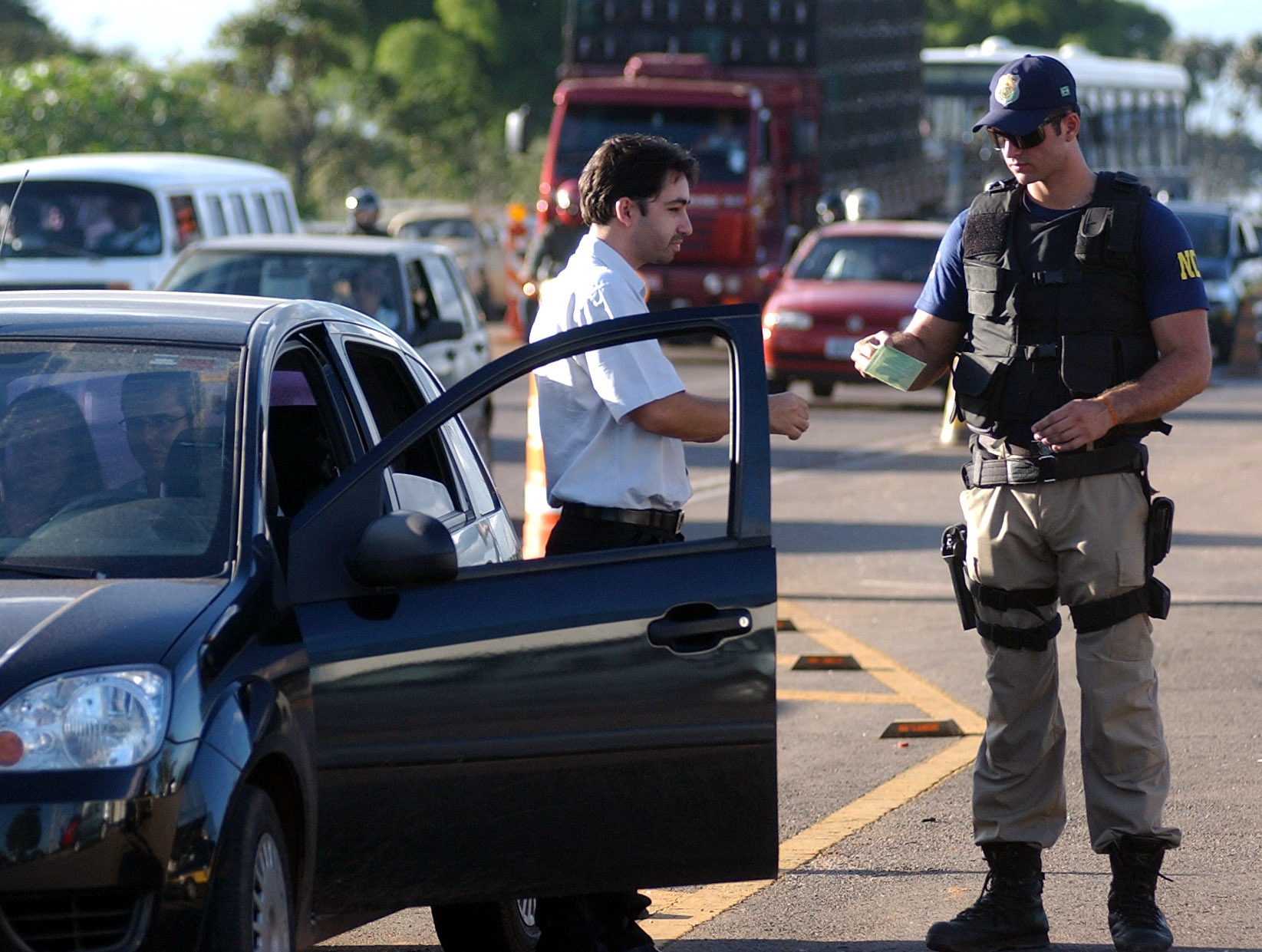
Brazilian Federal Highway Police at work.

### Sistema de Alerta
El PRF tiene uno de los sistemas más innovadores para luchar contra el robo de vehículos
Después de informar de un robo, el propietario del vehículo, atrapado en el sistema burocrático, debe esperar 24 horas en la mayoría de los casos por el informe que se introducirán en el sistema de robo de vehículos. Algunas veces esta información tiene más de 24 horas para entrar en el sistema integrado de tráfico. Por lo tanto, si el ladrón fuera a ser detenido antes de este punto, no habría ningún registro de un vehículo robado y el ladrón no sería procesado.
Para eliminar esta deficiencia, el Departamento de Carreteras de la Policía Federal creó el Sistema de Alerta, donde el propietario puede reportar un vehículo robado a través de Internet.  La víctima ingresa el número de placa de su vehículo y todos los puestos de patrulla de la PRF serán inmediatamente advertidos.
El sistema todavía no es bien conocido, ya que ha tenido poca cobertura por la prensa, pero ha demostrado ser un instrumento eficaz en la lucha contra el robo de vehículos, de los que utilizan la Internet. La capacidad de interactuar con el PRF se convierte en instantánea y libre de burocracia, por lo tanto la optimización de la velocidad de la información durante los momentos más críticos.
Como un reporte de robo está vinculado a un informe policial, el objetivo del sistema es tener un registro de la información durante los primeros robos más importantes de 48 horas para ayudar en la recuperación más fácil del vehículo robado, el sistema permanece activo para que la placa de la licencia por 72 horas, que requiere que, después de 72 horas , el reporte de robo de efectos de su tramitación a través del sistema de robo de vehículos del sistema de tráfico, como el informe de una delegación de la policía civil ya ha concluido y ya se ingresará en la base de datos.
Este sistema de alerta fue creado por los miembros de la PRF con grados en informática, que formaron un centro de desarrollo de programas para facilitar y mejorar la interactividad entre los agentes de policía y los propietarios de vehículos.
- Registry of robbery in Alert System

### Estadísticas
La Policía Federal de Carreteras pone a disposición de una encuesta estadística actualizada diariamente. La prensa, así como el público, puede tener acceso al Registro de la aprehensión de drogas y recuperación de vehículos robados.
Mediante este sistema, el control de la información disponible en un solo día y compararlo con lo que se publica al día siguiente, cualquier usuario puede encontrar las acciones de la CRP durante las últimas 24 horas.
- Funcionamiento diario de la PRF

### Boletín de accidentes de tráfico

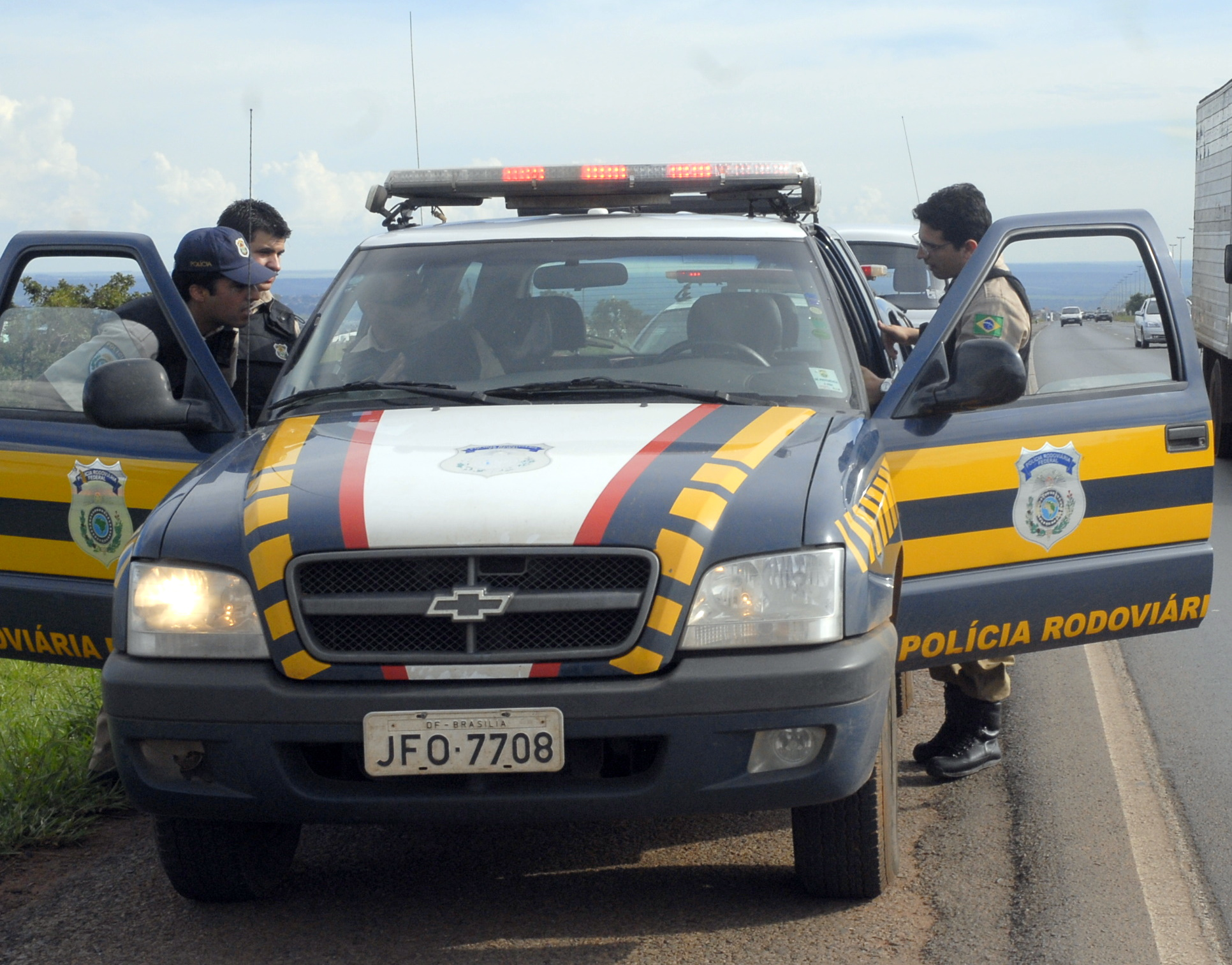
Un camión de la Policía Rodoviaria Federal, en la autopista BR-040, cerca de Valparaíso, Goiás.

El boletín de accidente de tráfico, o BAT (boletim de acidente de trânsito) de la DPRF fue otra innovación interactiva a cabo mediante un sistema conocido como BrBrasil, donde el departamento hace los informes sobre accidentes disponibles en cualquier estado de Brasil.
Cualquier oficial de la policía federal de carreteras tiene acceso a un accidente reportado en este sistema, aunque fuera en otra región.
Este sistema permite que los accidentes de importancia nacional sean investigados por el Comando General en Brasilia en tiempo real. La información no solo es instantánea para los comandantes, sino también para cualquier funcionario PRF que deseen consultar esta información. Lo más importante es que alivia la persona que informa del accidente, que pueden estar implicados en conmoción pública y los deseos de información no burocrática, que puede obtener fácilmente esta información a solicitud de un puesto de patrulla de PRF.
La información en la red de datos de la DPRF no solo circula libremente entre las regiones y de los agentes, sino también es instantánea.
Ahora, no solo los oficiales de la PRF pueden ver e imprimir los BATs, , sino también los propietarios de vehículos, compañías de seguros, los conductores, y las víctimas. Cualquier persona implicada en el accidente puede imprimir el boletín, de forma gratuita, directamente desde el sitio web de DPRF:
- Boletín de accidentes de tráfico

## Armamento
- .40 caliber S&W Taurus PT 100 AF pistol
- CT .40 carbine
- 12 caliber semiautomatic shotgun
- Para-Fal 7,62mm rifle
- Colt M16A-2 5,56mm rifle

La Policía Federal de Caminos fue un pionero entre los organismos de aplicación de la legislación brasileña en el uso del calibre .40 S&W.
Este importante paso en el permiso de un calibre, con excelente potencia de frenado se produjo debido a la gran cantidad de funcionarios que participan en PRF puntería por deporte, donde el calibre ya se utilizaba entre los lanzadores con más experiencia.
El PRF presentó argumento suficiente para el Ejército de Brasil de ese calibre en compensación por el uso de PRF. Anteriormente utilizando .380 ACP y 38 revólveres, el Ejército brasileño no ofreció ninguna resistencia a la mejora de las condiciones de servicio de esa clase de aplicación de la ley, como calibre 38 y .380 ACP presentó una potencia de frenado en comparación con las pequeñas calibre .40 S & W.
Como la cantidad de personal de la policía en las carreteras federales es pequeña, cuando los agentes de la PRF están involucrados en enfrentamientos armados, suelen exigir un calibre que realmente haga una diferencia en la confrontación.
Lo que podría ser considerado un privilegio, a la vez, por agentes de la policía federal de carreteras, los agentes de policía solo está autorizado a utilizar calibre .40 S & W, con el tiempo se extendió lenta y gradualmente a otras agencias de policía militar y civil de todo el país.
El calibre 38, sin poder de frenado, fue retirado por la Policía Federal de Carreteras y el .40 S & W llegó a la escena, con una potencia de frenado de 92. Esto significa que por cada 100 personas afectadas por este calibre, 92 serán incapaces de seguir luchando con solo un disparo de arma de fuego.

## Lucha contra la delincuencia
Como la carretera es el principal método de transporte de mercancías, objetos de valor, y personas en Brasil, el PRF se especializa en una innumerable cantidad de actividades de lucha contra la delincuencia, muchas veces específicas a las particularidades de la región.  En las regiones fronterizas, se hace hincapié en la lucha contra el contrabando y el tráfico de drogas (con la ayuda de perro policía); la Región Norte se caracteriza por la represión de los delitos ambientales, tales como la extracción y transporte de los recursos naturales prohibido por la ley, y en la Región Nordeste el PRF se concentra en la lucha contra el tráfico de marihuana y tráfico de menores.
En todo el país, la PRF lleva a cabo la búsqueda de fugitivos y criminales buscados que pueden viajar por las carreteras federales, la recuperación de vehículos robados, así como acciones específicas contra el robo de vehículos con una importante carga y autobuses de pasajeros.
Después de su vocación de lucha contra la delincuencia, la PRF ahora no solo se limita a los delitos en las carreteras federales. Recientemente, una serie de operaciones - algunos de los cuales se llevaron a cabo en conjunto con otras agencias federales - reforzar la nueva posición del organismo, actuando supuestamente como una fuerza de policía federal: Operação Carta Branca (contra el fraude en la expedición de licencias), Operação Paracelso (contra la mafia del combustible), Operação Seringueira, Operação Velozes e Furiosos, etc.  Cientos de órdenes de búsqueda y detención se llevaron a cabo en todo el país.

## Servicios de ayuda de emergencia
La Policía Federal de Caminos posee, en algunos estados, un acuerdo con el Servicio de Asistencia Móvil de Emergencias (Serviço de Atendimento Móvel de Urgência or SAMU) y pone a disposición de algunos vehículos y aviones para ayudar a las víctimas de accidentes. Los oficiales de policía entrenados en los servicios de emergencia trabajan en colaboración con médicos y enfermeras.
En otros estados, el CRP tiene un acuerdo con el Corpo de Bombeiros (bomberos) y proporciona servicios de asistencia en relación con ellos.

## Patrulla de Tráfico

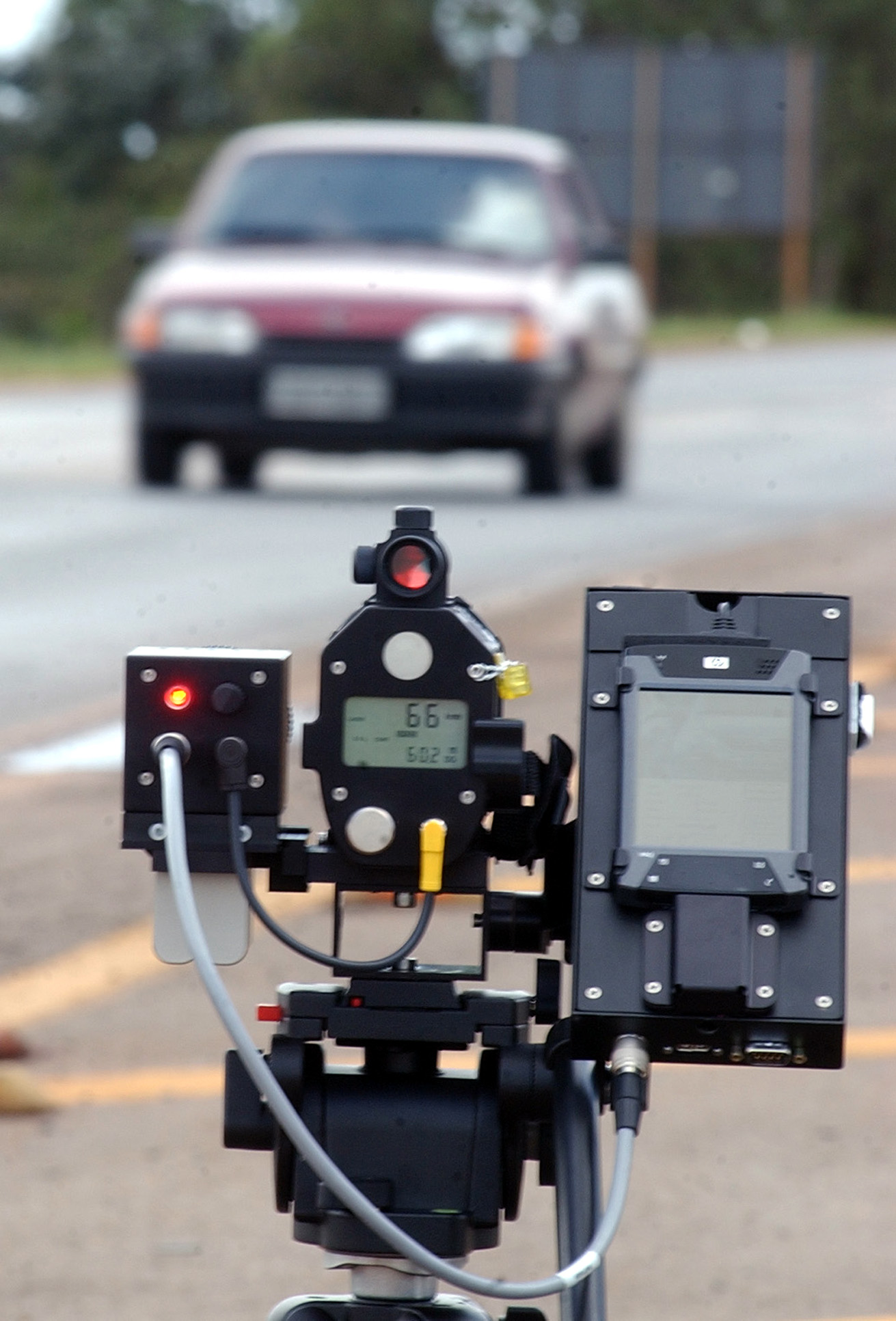
Policía Federal de Caminos utiliza el nuevo radar infrarrojo para la vigilancia del tráfico.

El PRF tiene la función exclusiva de la aplicación del Código de Tránsito Brasileño (Ley 9,503 de 1997) en las carreteras federales.  La patrulla de tráfico se realiza de una manera sencilla y convencional por medio de formularios de notificación de infracción y en formas más complejas, utilizando equipos especializados, como el radar de velocidad, alcoholímetros y otros equipos de medición tales como pesas.  Después de los plazos estipulados por la ley, las notificaciones de generar castigos, en la mayoría de los casos, en forma de multas.
El objetivo principal de la patrulla de tráfico es la prevención de accidentes y la preservación del patrimonio nacional.
Recientemente, por la Ley 11.705 de 2008, el PRF sigue estando a cargo de la supervisión de los establecimientos comerciales a lo largo de caminos rurales federales con el objetivo de restringir la venta de bebidas alcohólicas, a fin de reducir la cantidad de accidentes que se produzcan como consecuencia del consumo excesivo.

## Operaciones aéreas
El Departamento de Policía Federal de Carreteras desde hace algún tiempo tiene la División de Operaciones Aéreas (Divisão de Operações Aéreas o DOA), responsable de la supervisión aérea de las carreteras y ayudar a las víctimas de accidentes.
Esta división tiene bases en João Pessoa, Brasília, São Paulo, Pernambuco, Paraná, y Santa Catarina.  Cada base funciona con un helicóptero, con la base de Pernambuco también tiene un avión, utilizado para la identificación de las plantaciones de marihuana. Actualmente, los helicópteros se utilizan principalmente para la ayuda de víctimas de accidentes, ya que algunas bases ya han hecho acuerdos con el SAMU.
Cada helicóptero está compuesto por un piloto, un operador y un primer nivel de respuesta, todos los cuales son oficiales de PRF. En las bases que tienen acuerdos con el SAMU, la primera respuesta se sustituye por un médico y una enfermera.
El curso de formación de piloto y operador de la DPRF es considerado uno de los mejores entre los organismos de aplicación de la legislación brasileña. Además de los conocimientos técnicos, los oficiales de realizar la formación exhaustiva de rescate en diversas situaciones, incluso en alta mar.
Los operadores reciben entrenamiento de combate y las licencias para operar rifles XM-15, utilizados por la división, a fin de que también actúan como apoyo táctico de las operaciones de lucha contra la delincuencia.

## Teléfonos de emergencia
Nacional: 191
Las Superintendencias de Carreteras federal y estatal que facilitan información sobre las carreteras federales y las solicitudes de asistencia, tanto respecto a la delincuencia y accidentes de tráfico, las 24 horas del día, son:
| - Pará (005591) 3241-4858. |  | - Tocantins (005563) 3215-7991. |

## Controversias
El PRF recibió inversión del gobierno para comprar software para rastrear, identificar e interceptar números de teléfonos celulares, aunque no tiene autoridad para realizar investigaciones. También fue destacable la eliminación del tema de Derechos Humanos de la formación de los agentes. Luego de las repercusiones del Asesinato de Genivaldo de Jesus, el PRF intentó remediar la acción con otras medidas, como nuevos lineamientos sobre cómo abordar a una persona con problemas mentales.
La Policía Federal de Caminos modificó su lista de actividades, reduciendo su rol en la inspección de tránsito en la red vial federal y poniendo mayor énfasis en acciones para combatir el narcotráfico, la explotación sexual y el mercado de esclavos. Algunas acciones que indican actividades en ese sentido son el cierre de radares de control de velocidad y la participación de la entidad en operativos como la Masacre de Vila Cruzeiro. Tales cambios generaron críticas de asociaciones gremiales como la Asociación Nacional de Delegados de la Policía Federal por invasión de competencias y la Federación Nacional de la Policía Federal de Caminos por la reducción de la inspección vial y, en consecuencia, el aumento del número de muertes en las carreteras federales.

### Masacre de Vila Cruzeiro
El 24 de mayo de 2022, el PRF participó junto al Bope en la Masacre de Vila Cruzeiro, en Río de Janeiro, en un enfrentamiento entre fuerzas de seguridad y narcotraficantes del Comando Vermelho, que dejó 23 personas muertas. Esta fue la segunda masacre más grande en Brasil, solo superada por la masacre de Jacarezinho, que dejó 29 personas muertas. Era conocida por violar los derechos humanos. La policía obligó a un hombre a consumir cocaína y un agente del BOPE disparó en dirección a un activista que estaba filmando la operación.
La participación del PRF fue cuestionada, ya que el operativo se desarrolló lejos de cualquier vía. La organización justificó la acción diciendo que los líderes criminales involucrados también cometieron delitos en las carreteras federales.

### Asesinato de Genivaldo de Jesus
Un día después de la masacre en Vila Cruzeiro, tres agentes del PRF en Sergipe se acercaron a Genivaldo de Jesús porque iba en una motocicleta sin casco. Pero Genivaldo tenía esquizofrenia y se resistió al acercamiento. Luego, la policía le arrojó gas pimienta en los ojos, lo golpeó y luego lo metió en el coche de policía y le arrojó una bomba de humo que lo asfixió hasta la muerte. Todo ocurrió mientras los agentes eran filmados. El caso tuvo gran repercusión y los policías involucrados terminaron detenidos y serán juzgados, pero fue señalado como largo.
La escuela preparatoria de policía de Alfacón se destacó en esa época, por impartir clases de tortura, incluida la misma que se utilizó para matar a Genivaldo.

### Operaciones durante las elecciones presidenciales de 2022
Durante las elecciones generales de Brasil de 2022, la entidad llamó mucho la atención de los medios de comunicación y de la sociedad en general al realizar operativos de inspección del transporte público durante la segunda vuelta electoral, a pesar de la prohibición del Tribunal Superior Electoral (TSE). , y una posible connivencia de agentes en protestas en carreteras federales tras el final de la investigación.

### Actuación en manifestaciones golpistas tras las elecciones de 2022
Después de que Jair Bolsonaro perdiera las elecciones presidenciales de 2022, Brasil se vio afectado por una huelga de camioneros que pidieron una intervención federal para impedir la toma de posesión de Luiz Inácio Lula da Silva. Al principio, el PRF sólo siguió las manifestaciones, pero la acción de la organización fue considerada omisiva e inerte por el Supremo Tribunal Federal (STF), y el ministro Alexandre de Moraes ordenó el bloqueo inmediato de las carreteras bajo pena de 100 mil reales por hora al director general Silvinei Vasques. A paAsesinato de rtir de entonces, el PRF comenzó a actuar con mayor violencia contra los manifestantes.

### Investigación del director general Silvinei Vasques
Luego de la actuación del PRF en las elecciones, Silvinei Vasques y el ministro de Justicia, Anderson Torres, fueron citados a brindar aclaraciones en la Cámara de Diputados, y al día siguiente Silvinei comenzó a ser investigado por la Policía Federal (PF) a pedido del Público Federal. Ministerio (MPF).
También admitió en una carta al STF que había movilizado más agentes para operaciones policiales en la segunda vuelta electoral que para cumplir las órdenes de desbloquear las carreteras el lunes siguiente. Un total de 4.341 agentes fueron movilizados para operaciones ilegales el domingo electoral, que afectaron desproporcionadamente a la región noreste, en comparación con los 2.830 desplegados el día que comenzaron los bloqueos.

### Solicitud para eliminar información de Wikipedia
En noviembre de 2022, la Policía Federal de Carreteras envió una carta a la Fundación Wikimedia solicitando la eliminación de la página sobre el entonces director general de la institución, Silvinei Vasques, así como la identificación de los editores involucrados en la edición de la entrada. El documento afirma que el texto contiene varias informaciones falsas, como, por ejemplo, la caracterización de Silvinei como 'bolsonarista'. Sin embargo, la carta reconoce que toda la información se basa en publicaciones periodísticas. La carta acusa de "exposición indebida" a la corporación y al director. El director de inteligencia del PRF, Luís Carlos Resichak Júnior, firma un extracto del documento en el que afirma que hay un sesgo político en las ediciones.

### Asesinato de Lorenzo Dias Palhinhas
Durante una operación de búsqueda de los asesinos de Bruno Vanzan Nunes, agentes del PRF mataron a Lorenzo Dias Palhinhas, de 14 años, en el Complexo do Chapadão. El PRF afirmó que el niño formaba parte del narcotráfico y había disparado contra el vehículo antes de morir. Como prueba se mostró el testimonio de otros dos chicos detenidos que admitieron estar involucrados en el narcotráfico y una serie de armas y drogas incautadas. Además, la policía afirmó que Lorenzo murió por una bala perdida. La familia y los vecinos afirmaron que el niño era solo un repartidor de aperitivos. Según los informes, la policía se acercó a él, lo liberó y luego le disparó en la nuca. La policía incluso intentó sacar el cuerpo del lugar, pero la comunidad no lo permitió. Además, como prueba, el diario O Día publicó un vídeo del niño trabajando como repartidor. El asesinato fue presenciado por vecinos, lo que provocó una protesta que casi fue reprimida por la policía.